# 이차 대사산물
이차 대사산물(二次代謝産物, 영어: secondary metabolite)은 생명체에 있어 일반적인 성장, 발달 혹은 생식에 직접 관여하지 않는 유기 화합물을 말한다.. 1차 대사산물과 달리 2차 대사산물의 결핍은 즉각적인 생명체의 죽음을 초래하지 않지만, 장기적인 관점에서 생명체의 생존율이나 생식율 등에 영향을 미칠 수 있다. 2차 대사산물은 생물의 계통수에 나타나는 종 가운데 특정 생물종에 한정되어 나타나는 것으로 알려져 있다.. 2차 대사산물은 초식동물에 대한 식물의 화학 방어 기작이나 생물종 간의 상호 기작에 있어 중요한 역할을 하는 것으로 알려져 있다. 2차 대사산물은 향료나 마약, 의약품 등으로 사용된다.

## 분류
대부분의 2차 대사산물은 생합성 경로에 따라 분류된다. 2차 대사산물은 1차 대사산물 합성 과정과 유사하게 진행되며, 1차 대사산물 합성 과정의 구성 요소들을 차용하여 이루어지므로 이와 같은 분류가 생합성 경로에 있는 모든 대사 중간생성물들이 2차 대사산물임을 의미하는 것은 아니다.

### 작은 저분자
- 알칼로이드

- 테르페노이드
- 글리코사이드
- 천연 페놀
- 페나진
- 바이페닐과 다이벤조퓨란

### 큰 저분자
- 폴리케타이드
- 지방산
- 비리보솜 펩타이드
- 폴리페놀
- 상기항의 결합체

### 생체고분자
- 리보솜 단백질
  - 마이크로신-J25

## 같이 보기
- 2차 대사
- 1차 대사
- 2차 대사산물